# アンドリュー・オーロウスキー

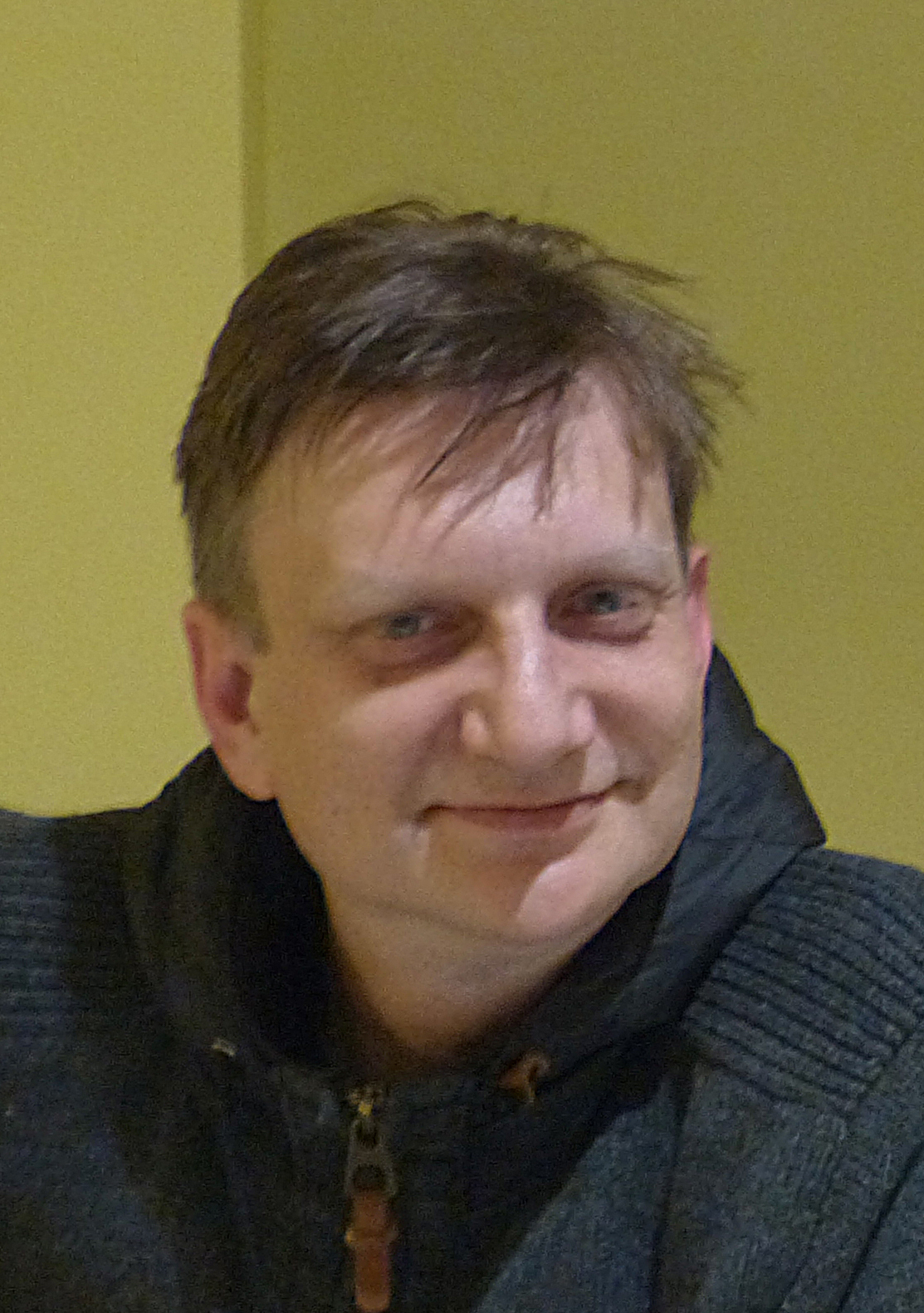
Andrew Orlowski

アンドリュー・オーロウスキー（Andrew Orlowski、1966年 - ）は、イギリスのオンラインITニュース『ザ・レジスター』The Registerのコラムニストである。

## 以前の経歴
1992年、オーロウスキーはイギリス・マンチェスターで反主流紙Badpressを立ち上げる。また雑誌『プライヴェート・アイ（Private Eye）』にも寄稿していた。

## ザ・レジスター
2000年、アメリカ合衆国サンフランシスコに移り、『ザ・レジスター』のコラムニストとなる。
2003年4月、閲覧の多いブログが、本来論争的であった表現を中和してしまう潜在的な力をもっている、ということを指すグーグルウォッシング（googlewashing）なる言葉を提案（事象の例：英語版Wikipedia"Second Superpower"）した。後に、これは特定の利益集団が社会学上のアドヴァンテージを得るためもので、正当性を欠いた権力あるいは権威の帰属であるとし、これは「不条理な著作権の主張」と同種のものであると述べている。
2004年12月、オーロウスキーはハーヴァード大学法科大学院のバークマン・センターに招かれ、技術的ユートピア主義（techno-utopianism）に関するシンポジウムに参加した。オーロウスキーは、この形態をとったユートピア主義は関心を分散させ、実際的なインフラの問題から資本を遠ざけてしまうと述べた。彼は自分のウェブサイトのFAQページで、「テクノロジーは我々の役に立つ」とし、「だが我々はそれほど優れているわけでもない機械をありがたがっている。さらによくないのは、この機械のメタファーから離れて世界を見ようとしていないことだ。テクノロジーは既存の物事を簡単にやるためには役に立つが、未知のことを我々に教えてくれるものではない。それは未だ存在していない問題は解くことができないのだ」と述べている。

### ウィキペディア批判
2001年にウィキペディアのプロジェクトが発表されて以来、これに言及することは幾度かあったが、最初に批判を行ったのは2004年の半ば、『ザ・レジスター』紙上でのことである。当初は単に揶揄したものに過ぎず、読者からのEメールに応答しつつ、以降の彼のリポートに頻出することになるウィキペディアの不正確さというテーマについて『ウィキペテン師』（"wiki-fiddler"）という造語を用いて批判したものだった。オーロウスキーによれば、ウィキペディアは「何かのファンがトリビアを詰め込むための穴蔵、趣味、マルチ・プレイヤー・ゲーム」であり、その記事は「時たま見かける許容範囲のものから、しばしば目にする笑えるものまで様々だが、一番重要な読みやすさという点では劣悪で、さらに悪化し続けている」。
2005年12月までにこうした記事が毎週掲載された。この中には、ウィキペディアの共同設立者のひとりジミー・ウェールズを了簡の狭い偽善者でありポルノグラファーであると述べたものや、平均的なウィキペディアンは反抗期の子供 - 「ニキビ面で反権力に燃える14歳の彼らは、インターネットで百科事典を手に入れたのだ」 - であるとしたもの、あるいは「ジミー・ウェールズが狙撃された」といういたずら記事も含まれていた。
オーロウスキーは、ウィキペディアは十分に統制されておらず、この結果劣悪さを呈しておりモラルにとって有害で、不要である - 近い将来にはインターネットに「（公立図書館等の）貴重なデータベース」が一般公開され、そして潤沢な資金をもつ企業によってウィキペディアに代わる「もっと魅力的な」ものが提供される - という認識を示している。2006年4月、オーロウスキーは『ザ・ガーディアン』紙にこのテーマについて長文の寄稿をした。
オーロウスキーは、ジミー・ウェールズをはじめとするウィキメディア財団メンバーの行動・発言やウィキペディアのさまざまな問題を批評するウェブサイト『Wikitruth』をはじめてメディアに取り上げたジャーナリストである（2006年4月13日の『ザ・ガーディアン』紙上）。